# 수원신문
수원신문 (水原新聞, The Suwon Daily News)은 경기도 수원에서 발행되는 종합 지역신문이다. 1989년 9월 30일 이원신 회장이 창간했다. 기초지자체 지역언론 최초로 10만부를 발행하였다. 수원 대표 도메인 수원닷컴(suwon.com)으로 수원권 인터넷뉴스의 본격적 시작을 알렸다. 민족정신 선양, 위국정론 직필, 지역문화 창달을 사시로 두고 있다.

## 연혁
- 1989년 9월 30일 창간.